# Mèchanè

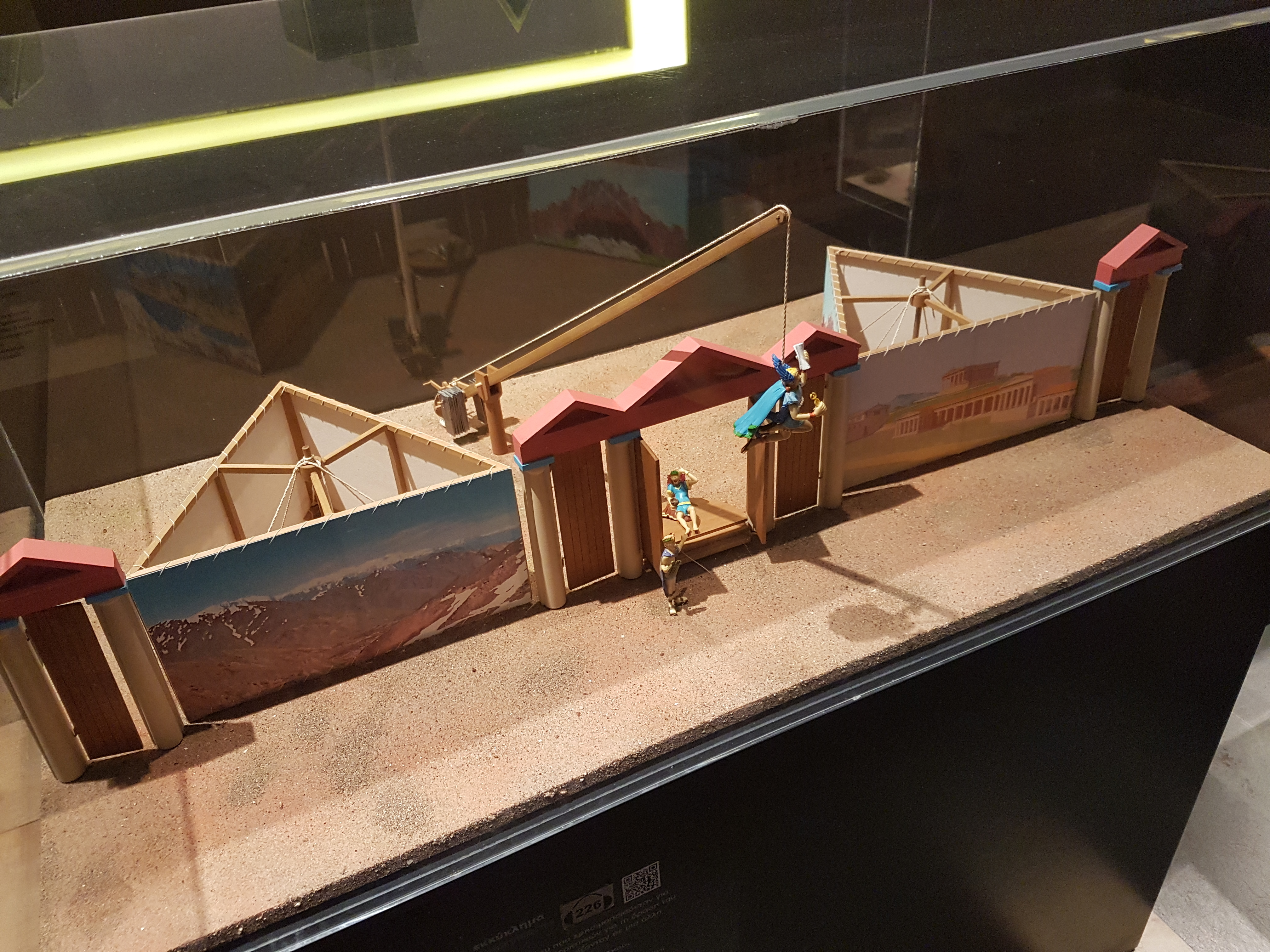
Maquette d'un théâtre grec antique comportant une mèchanè qui permet l'entrée en scène du Deus ex machina.

La mèchanè (grec ancien : μηχανή, « machine ») était une grue utilisée dans le théâtre grec antique, en particulier aux Ve et IVe siècle av. J.-C. Avec l'ekkyklêma, c'est la principale machine du théâtre grec antique.
Fait de poutres de bois, d'un treuil et d'un systèmes de poulies, ce mât vertical, plus haut que la scène, encastré dans le sol ou maintenu sur un croisillon permettait au machiniste de faire évoluer un acteur au-dessus de la scène, ce qui représentait habituellement un homme volant dans les airs ou un dieu descendant du ciel. Ce dernier cas explique l'expression latine deus ex machina, « dieu sorti de la machine ».
Eschyle et Sophocle ne semblent pas avoir utilisé ce dispositif. Il n'existe pas non plus de représentations figurées antiques de l'engin.
Euripide l'utilise en revanche fréquemment, comme dans Médée (431 av. J.-C.), pour conclure ses pièces. Aristophane l'utilise aussi beaucoup, comme dans La Paix (421 av. J.-C.), notamment pour se moquer de l'usage qu'en font les auteurs tragiques.